# Albert Bateman
Albert Bateman (sinh ngày 13 tháng 6 năm 1924) là một cựu cầu thủ bóng đá, thi đấu cho Huddersfield Town. Ông sinh ra ở Stocksbridge, Sheffield, Yorkshire.